# هاينرش هيرتل
هاينرش هيرتل (بالألمانية: Heinrich Hertel)‏ هو أستاذ جامعي ومهندس ألماني، ولد في 13 نوفمبر 1901 في دوسلدورف في ألمانيا، وتوفي في 5 ديسمبر 1982 في برلين في ألمانيا.